# DUSP12
DUSP12 (англ. Dual specificity phosphatase 12) – білок, який кодується однойменним геном, розташованим у людей на короткому плечі 1-ї хромосоми.  Довжина поліпептидного ланцюга білка становить 340 амінокислот, а молекулярна маса — 37 687.
| 10         |  | 20         |  | 30         |  | 40         |  | 50         |
| ---------- |  | ---------- |  | ---------- |  | ---------- |  | ---------- |
| MLEAPGPSDG |  | CELSNPSASR |  | VSCAGQMLEV |  | QPGLYFGGAA |  | AVAEPDHLRE |
| AGITAVLTVD |  | SEEPSFKAGP |  | GVEDLWRLFV |  | PALDKPETDL |  | LSHLDRCVAF |
| IGQARAEGRA |  | VLVHCHAGVS |  | RSVAIITAFL |  | MKTDQLPFEK |  | AYEKLQILKP |
| EAKMNEGFEW |  | QLKLYQAMGY |  | EVDTSSAIYK |  | QYRLQKVTEK |  | YPELQNLPQE |
| LFAVDPTTVS |  | QGLKDEVLYK |  | CRKCRRSLFR |  | SSSILDHREG |  | SGPIAFAHKR |
| MTPSSMLTTG |  | RQAQCTSYFI |  | EPVQWMESAL |  | LGVMDGQLLC |  | PKCSAKLGSF |
| NWYGEQCSCG |  | RWITPAFQIH |  | KNRVDEMKIL |  | PVLGSQTGKI |  |            |

A: Аланін

C: Цистеїн

D: Аспарагінова кислота

E: Глутамінова кислота

F: Фенілаланін

G: Гліцин

H: Гістидин

I: Ізолейцин

K: Лізин

L: Лейцин

M: Метіонін

N: Аспарагін

P: Пролін

Q: Глутамін

R: Аргінін

S: Серин

T: Треонін

V: Валін

W: Триптофан

Кодований геном білок за функціями належить до гідролаз, протеїн-фосфатаз, фосфопротеїнів. 
Задіяний у таких біологічних процесах як поліморфізм, ацетиляція. 
Білок має сайт для зв'язування з іонами металів, іоном цинку. 
Локалізований у цитоплазмі, ядрі.